# Just Like a Pill
"Just Like a Pill" é o terceiro single do álbum Missundaztood da cantora de pop/rock norte-americana Pink.  A letra da música lida com relações dolorosas, com um subtema sobre abuso de drogas.
O single foi lançado no mundo inteiro como o terceiro single do Missundaztood, em 10 de Junho de 2002. Foi um sucesso comercial, atingindo a #8 posição na Billboard Hot 100 dos Estados Unidos. E também teve um bom desempenho a nível internacional, tornando-se seu primeiro single número um na UK Singles Chart, e alcançando o top 10 em outros países como Irlanda, França, Holanda e Suécia.

## Videoclipe
O videoclipe de "Just Like a Pill" é diferente dos videoclipes anteriores a Missundaztood, que eram leves, bem diferentes da atmosfera escura de "Just Like a Pill". Um exemplo é que Pink aparece durante todo o videoclipe com cabelos negros e roupas pretas. Na primeira cena, Pink encontra-se no chão. No refrão, ela canta na frente de sua banda. Ela também é destaque em outra cena com coelhos brancos ao seu redor em um quarto, e em outra cena, ela é vista com um elefante. Há também cenas com Pink entre várias pessoas.

## Desempenho nas paradas musicais
| Parada musical (2002)                                   | Posição |
| ------------------------------------------------------- | ------- |
| Áustria - Austrian Singles Top 75                       | 2       |
| Bélgica - Belgium UltraTop 50                           | 5       |
| Canadá - Canadian Singles Chart                         | 4       |
| Dinamarca - Denmark Singles Top 20                      | 10      |
| Países Baixos - Dutch Top 40                            | 6       |
| Finlândia - Finland Top 20 Singles                      | 19      |
| França - French Top 100 Singles                         | 29      |
| Alemanha - Germany Top 100                              | 2       |
| Hungria - Hungarian Singles Chart                       | 6       |
| Irlanda - Irish Singles Chart                           | 2       |
| México - México Top 100                                 | 9       |
| Noruega - Norwegian Top 20 Singles                      | 7       |
| Suécia - Swedish Top 60 Singles                         | 5       |
| Suíça - Swiss Singles Top 100                           | 6       |
| Reino Unido - UK Singles Chart                          | 1       |
| Estados Unidos - Billboard Hot 100                      | 8       |
| Estados Unidos - Billboard Top 40 Mainstream            | 2       |
| Estados Unidos - Billboard Top 40 Tracks                | 3       |
| Estados Unidos - Billboard Adult Top 40                 | 19      |
| Estados Unidos - Billboard Latin Tropical/Salsa Airplay | 20      |
| Estados Unidos - Billboard Latin Pop Airplay            | 30      |
| Estados Unidos - Billboard Rhythmic Top 40              | 34      |

### Histórico na Billboard Hot 100
O single estreou na tabela Hot 100 da Billboard em 6 de Julho de 2002, na #61 posição, e permaneceu na tabela por 20 semanas, até 16 de Novembro de 2002.
| Semana | Data                   | Posição | Ref.   |
| ------ | ---------------------- | ------- | ------ |
| 1      | 6 de Julho de 2002     | 61      | [ 9 ]  |
| 2      | 13 de Julho de 2002    | 43      | [ 11 ] |
| 3      | 20 de Julho de 2002    | 30      | [ 12 ] |
| 4      | 27 de Julho de 2002    | 22      | [ 13 ] |
| 5      | 3 de Agosto de 2002    | 15      | [ 14 ] |
| 6      | 10 de Agosto de 2002   | 12      | [ 15 ] |
| 7      | 17 de Agosto de 2002   | 8       | [ 16 ] |
| 8      | 24 de Agosto de 2002   | 8       | [ 17 ] |
| 9      | 31 de Agosto de 2002   | 12      | [ 18 ] |
| 10     | 7 de Setembro de 2002  | 9       | [ 19 ] |
| 11     | 14 de Setembro de 2002 | 10      | [ 20 ] |
| 12     | 21 de Setembro de 2002 | 9       | [ 21 ] |
| 13     | 28 de Setembro de 2002 | 8       | [ 22 ] |
| 14     | 5 de Outubro de 2002   | 9       | [ 23 ] |
| 15     | 12 de Outubro de 2002  | 22      | [ 24 ] |
| 16     | 19 de Outubro de 2002  | 25      | [ 25 ] |
| 17     | 26 de Outubro de 2002  | 27      | [ 26 ] |
| 18     | 2 de Novembro de 2002  | 32      | [ 27 ] |
| 19     | 9 de Novembro de 2002  | 39      | [ 28 ] |
| 20     | 16 de Novembro de 2002 | 51      | [ 29 ] |